# Steven Mackie
Steven Gabriel Mackie (* 27. Dezember 1927 in Edinburgh; † 14. Oktober 2010) war ein schottischer Theologe, Ökumeniker und Friedensaktivist.

## Leben
Steven Mackie wurde in Edinburgh geboren, erhielt seine Schulbildung jedoch in London und Genf. Sein Vater Robert Mackie war eine einflussreiche Person in der ökumenischen Bewegung und diente als Generalsekretär des Christlichen Studenten-Weltbundes (WCSF) in Genf. 1940, als der Sitz des WCSF wegen des Zweiten Weltkriegs nach Kanada verlegt wurde, musste die Familie Mackie durch das von den Deutschen besetzte Frankreich fliehen, um Europa verlassen zu können. Da Steven Mackie akzentfrei Französisch sprach, blieb die Familie unerkannt.
Mackie schloss die Schule in Toronto ab und studierte nach dem Krieg Philosophie an der Universität von Edinburgh. Anschließend studierte er ein Jahr Philosophie an der Sorbonne und begann schließlich, wiederum an der Universität in Edinburgh, ein Studium der Theologie. 1953 heiratete er die Niederländerin Annebeth Gunning, die er während des Studiums kennengelernt hatte. Aus der Ehe gingen drei Kinder hervor.
Nach dem Studium nahm er eine Stelle als Kaplan an der theologischen Fakultät der Church of South India (CSI) in Madurai an. Er wurde in der CSI ordiniert und verblieb drei Jahre an dieser Stelle. Eine siebenjährige Tätigkeit als Studiensekretär des WCSF in London schloss sich an. 1964 kehrte er nach Genf zurück, um an verschiedenen Stellen für den Ökumenischen Rat der Kirchen (ÖRK) zu arbeiten. U.a. war er 1968 im liturgischen Komitee für die ÖRK-Vollversammlung in Uppsala 1968 tätig. Gegenüber der Generalversammlung seiner eigenen Kirche, der Church of Scotland, verteidigte er die Unterstützung, die der ÖRK im Rahmen seines Antirassismus-Programms verschiedenen Befreiungsbewegungen zukommen ließ.
Mackie engagierte sich außerdem in der Organisation Sodepax, die sich dem protestantisch-katholischen Dialog und dem Frieden in Nordirland verschrieben hat. 1973 organisierte Mackie eine Konferenz in Frankreich, die katholische und protestantische Führungspersönlichkeiten aus Nordirland zusammenbrachte.
Von 1974 bis 1995 lehrte Mackie Praktische Theologie an der Universität Saint Andrews, wobei seine Schwerpunkte in der Befreiungstheologie und der Ökumene lagen. Nach seiner Emeritierung zog er sich in seine Heimatstadt Edinburgh zurück. In den 1990er Jahren engagierte Mackie sich in der Scottish Churches Action for Racial Justice.

## Schriften (Auswahl)
- Patterns of Ministry. Theological Education in a Changing World. Collins, London 1969.
- Can Churches Be Compared? Reflections on Fifteen Study Projects. Friendship Press, New York 1970 (CWME Research Pamphlets. Band 17).
- Die Entdeckung der jüngeren Kirchen. Der Ertrag der ökumenischen Studie über Kirchen in der Mission. Aus dem Englischen von Theodor Ahrens. Evangelischer Missionsverlag, Stuttgart 1970, ISBN 3-7714-0154-2 (Weltmission heute. Band 39/40).
- Seven Clues for Rethinking Mission. In: International Review of Mission, Band 60, Nr. 239, 1971, S. 324–327.
- For the Sake of Action. Notes on Conference Methodology. In: International Review of Mission, Band 61, Nr. 243, 1972, S. 288–296.
- Ireland’s Conflict Diminishes Me. Ökumenischer Rat der Kirchen, Genf 1975, ISBN 2-8254-0495-0.
- God’s People in Asia. A Key Concept in Asian Theology. In: Scottish Journal of Theology, Band 42, Nr. 2, 1989, S. 215–240.
- Artikel Church as Institution. In: Nicholas Lossky u. a. (Hrsg.): Dictionary of the Ecumenical Movement. WCC Publications u. a., Genf u. a. 1991, ISBN 2-8254-1025-X, S. 172.